# ボーア戦争

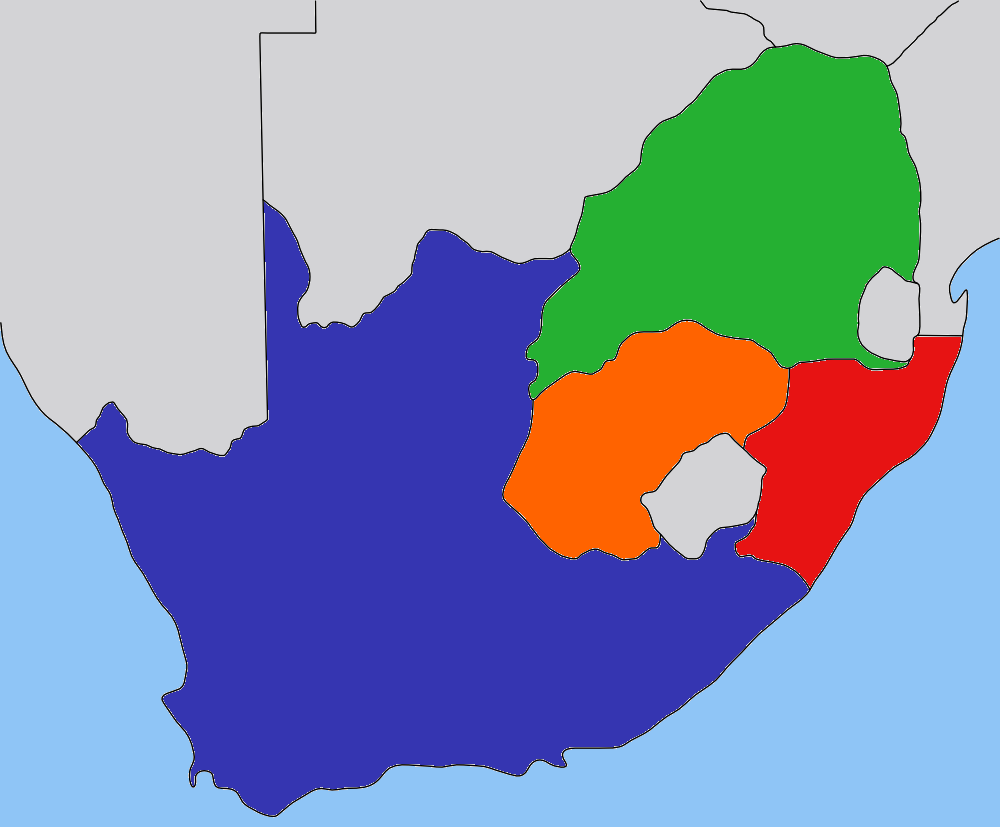
ボーア戦争時代の南アフリカ
トランスヴァール共和国
オレンジ自由国
ナタール共和国
ケープ植民地

ボーア戦争（ボーアせんそう、英語: Boer Wars、アフリカーンス語: Anglo-Boereoorloë）は、イギリスとオランダ系アフリカーナー（ボーア人あるいはブール人とも呼ばれる）が南アフリカの植民地化を争った、2回にわたる戦争。南アフリカ戦争、南阿戦争、ブール戦争、ブーア戦争ともいう。

## 第一次ボーア戦争
第一次ボーア戦争とは、トランスヴァール共和国をイギリスが併合しようとした戦争（1880年12月16日 - 1881年3月23日）のこと。そのためトランスヴァール戦争 (Transvaal War) とも呼ばれる。
19世紀、17世紀ごろからケープに入植していたオランダ系移民の子孫であるボーア人たちは、アフリカ南部の支配権を巡ってイギリスと激しく対立していた。
イギリスのケープ占領とオランダの植民地譲渡により、ボーア人は新天地を求めてアフリカ大陸内部へ更なる植民を開始し、ズールー族を駆逐して1839年にナタール共和国を建設する。しかし、これは1843年のイギリス軍の侵攻により潰える。ボーア人は更に内陸部へ移動し、1852年にトランスヴァール共和国を、1854年にオレンジ自由国を設立。イギリスも両国を承認した。
1860年代以降、トランスヴァール東部で金鉱が、オレンジ自由国ではダイヤモンド鉱山が発見されると、白人の鉱山技師が大量に流入しはじめた。イギリスはこの技師たちの保護を大義名分としてオレンジ自由国を領有化する（この技師たちの中には、後にデ・ビアス社を創設するセシル・ローズも含まれていた）。
内陸にあったトランスヴァール共和国は、海を求めてズールー王国方面へ進出しようとした。しかし、この動きを警戒したイギリスはトランスヴァール共和国の併合を宣言し、ボーア人はこれに抵抗して1880年12月16日、ポール・クルーガーを司令官として大英帝国に宣戦を布告。両国は戦争状態へ突入する。
この戦いにおいてボーア人たちはカーキ色の農作業服姿であったのに対して、英国軍の軍服は鮮紅色であったため、ボーア人狙撃手の格好の標的となったという。
1880年12月16日、ポチェフストルームの古い砦にボーア人が立てこもり、戦闘が開始。続いて12月20日にはブロンコーストプルートの戦いで、プレトリアへ向かっていたアンストラザー中佐率いる第94歩兵連隊約250名がボーア人に降伏。1881年1月28日にはレイングス・ネックにて、大規模な戦闘が発生した。(レイングス・ネックの戦い)この戦いでは砲兵が一斉砲撃でボーア人の動きを封じた後に、騎兵を突撃させる戦法を英国軍は取った。しかし、地の利を持つボーア人は砲撃による被害をほとんど受けず、突撃してきた騎兵隊に銃撃を加えた。また、共に前進していた歩兵にも攻撃し、大損害を与えた。特に、第58歩兵連隊は35-40%もの死傷者を出した。この戦いでは、コリー少将の参謀士官のジェームス・ラスコム・プール少佐や、ロバート・エルウェス中尉、エドワード・インマン中尉や、ドルフィン中尉なども戦死するといった被害も被った。更に2月8日、シャインスホーフタの戦いでも敗北。そして最終的に2月27日、マジュバ・ヒルの戦いで英国軍はボーア人に惨敗。この戦いで英国軍の指揮官である、コリー少将が戦死するほか多大な犠牲者を出した。これにより1881年3月23日、プレトリア協定が結ばれ、イギリスはトランスヴァール共和国の独立を再度承認することとなり、戦争は終結したものの大英帝国の面目は丸つぶれとなった。

## 第二次ボーア戦争
第二次ボーア戦争は、独立ボーア人共和国であるオレンジ自由国及びトランスヴァール共和国と大英帝国の間の戦争（1899年10月11日 - 1902年5月31日）。
イギリスは収容所戦略・焦土作戦などを国際的に批判されながら長期戦を戦い抜き、最後のボーア人を1902年5月に降伏させた。同月、フェリーニヒング条約を結んで終戦した。これにより英国は両国を併合した。その後もイギリスは北へ進軍し、ドイツ領南西アフリカとドイツ領東アフリカを分断した。

### 背景
オスマン債務管理局にドイツの資本が割り込んできてイギリスはエジプトへ押し出されつつあった。
トランスヴァール共和国で豊富な金の鉱脈が発見されたことにより、英国の何千人もの鉱山技師たちがケープ植民地から流入を始めた。外国人が殺到し、鉱山近くに続々と住み着いたことから、ヨハネスブルグの街はほとんど一夜にしてスラム街と変わってしまった。
これらの外国人はボーア人より多かったが、全体としてみればトランスヴァール共和国の少数派のままだった。アフリカーナーたちは彼らに投票権を与えず、金産業に対しても重税を課した。これにより、外国人および英国人の鉱山主からボーア人政府打倒の圧力が高まっていた。
1895年、セシル・ローズはジェームソン (Jameson Raid) による武装クーデターを企てるが、失敗に終わった。
英国人に対しての不平等な待遇は、ケープ植民地への軍事力の大幅な増強を正当化するための口実として用いられた。英国植民地の重要なリーダーたちの中にもボーア人共和国の併合を支持する者がいたためである。このキーマンとされるのは、ケープ植民地の知事（高等弁務官）アルフレッド・ミルナー卿、英国植民地相ジョゼフ・チェンバレン、鉱業シンジケートのオーナーたち（アルフレッド・バイト、バーニー・バルナート、ライオネル・フィリップスら）などである。ボーア人たちを攻め落とすことなど簡単だと確信していた彼らは、再び戦争を引き起そうとしていた。
オレンジ自由国の大統領マルティヌス・タウニス・ステインは、1899年5月30日にブルームフォンテーンでトランスヴァール共和国の大統領クルーガー及びミルナー卿との会議を開いたが、交渉はあっという間に決裂した。
1899年9月、チェンバレンはトランスヴァール共和国に対し、大英帝国臣民への完全に同等な権利を付与することを要求する最後通告を送った。だがクルーガー大統領もまた、チェンバレンからの最後通告を受信する前に、彼の方からも最後通告を出していた。これは、48時間以内にトランスバール共和国およびオレンジ自由国の全域から全て英国軍を退去するように求めるものであった。

### 第1フェーズ：ボーア軍の攻勢（1899年10月-12月）
1899年10月12日に宣戦が布告され、ボーア軍はそれ以降、1900年1月までの間にケープ植民地とナタール植民地に最初の攻撃を開始した。ボーア軍は、レディスミス（Ladysmith）、マフェキング（ロバート・ベーデン＝パウエル指揮下の軍隊によって防衛されていた）およびキンバリーを包囲した。包囲による籠城生活が数週間に及ぶと、これらの街の兵士と市民にはたちまち食糧が不足し始めた。包囲されているこれらの街は、継続的な砲撃にさらされ、街路は非常な危険地帯となった。
この年の12月中旬は、英国軍にとって非常に困難な時期で、特に1899年の12月10日から15日は「暗黒の一週間」 (Black Week) と呼ばれる。この一週間で英国軍はマガースフォンテイン (Magersfontein) 、ストームベルク (Stormberg) 、コレンソ (Colenso) において続けざまに壊滅的な打撃を被った。
12月10日のストームベルクの戦いで、英国軍の司令官ウィリアム・フォーブズ・ガタクレは、オレンジ川の50マイル南での鉄道ジャンクションを取り戻そうとしたが、オレンジ自由国軍の抵抗にあい、死傷者135人、捕虜600人という大損害を被った。
英国軍を含めて、当時の世界の正規な軍隊では、歩兵が密集して横隊陣形を組んで攻撃前進するというのが普通のスタイルであった。それに対してボーア軍の主体は民兵部隊で特定の編制をもたず、連装式ライフル銃を装備した騎乗歩兵が主体であった。特定の陣形を組まずに分散して展開し、敵に近づくと馬を降りて、ブッシュや地形の起伏を巧みに利用して身を隠し命中精度の高い射撃を行ったのである。
12月11日のマガースフォンテインの戦いでは、ポール・サンフォード・メシュエン男爵（メシュエン3世）が指揮する14,000人の英国軍が、キンバリーを攻略するために用意された。ボーア軍指揮官であったデ・ラ・レイ (Koos de la Rey) とクロンジェ (Piet Cronje) は、英国軍の型にはまった作戦行動を逆手に取り、軍事教則にとらわれない場所に塹壕を掘り、射手（ライフルマン）を配置する作戦を実行した。これが図に当たり、キンバリー、そしてマフェキングを救出するはずだった英国軍は死者120人、負傷者690人を出す壊滅的な打撃を受けた。
しかし、暗黒の一週間の最悪の日は、12月15日のコレンソの戦いである。
レディスミス救出のためにツゲラ (Tugela) 川を渡ろうとしたレドバース・ブラー (Redvers Buller) の指揮する21,000人の英国軍が、ルイス・ボータ（ボーサ）指揮する8,000人のトランスヴァール共和国軍に待ち伏せされた。砲撃と正確なライフル射撃の組合せにより、ボーア軍は川を渡ろうとした全ての英国軍を撃退した。ボーア軍の犠牲者40人に対して英国軍は1,127人の犠牲者を出し、更に悪いことには退却の際に放置した大砲10門を鹵獲される体たらくであった。

### 第2フェーズ：英国軍の攻勢（1900年1月から9月）
更に英国軍は、レディスミスを攻略するためのスピオン・コップ (Spion Kop) の戦い(en)（1900年1月19日から24日）で再び敗れ、ビューラーは再度ツゲラ川西側を渡ろうとして、ボータ率いるボーア軍との激戦の末、1,000人の犠牲者を出した（この時のボーア軍側の犠牲者は約300人）(en)。ビューラーは2月5日に、Vaal Krantzで再びボータの軍を攻撃して(en)、今度も敗北する。
1900年2月14日に増援が到着するまで、ロバーツ卿指揮下の英国軍が駐屯軍を救い出すための反攻を開始することはできなかった。最終的にキンバリーは、2月15日にジョン・フレンチ将軍の騎兵部隊によって解放された。
パールデベルク (Paardeberg) の戦い(en)（1900年2月18日から27日）で、ロバーツ卿はついにボーア軍を打ち破り、クロンジェ将軍と4,000人の兵士を捕虜とした。これによりボーア軍は弱体化し、やっとのことで英国軍はレディスミス解放へと駒を進めることが可能となった。
マフェキング解放は、イギリス全土に熱狂的な祝賀を引き起こした（このお祭り騒ぎを表現するためにマフェック (maffic) という単語が作られたほど）。同年2月、イギリスは軍を再集結させると、西方から2つの共和国の攻略を開始し、3月13日にはオレンジ自由国の首都ブルームフォンテーンが陥落し、6月5日にはトランスヴァール共和国の首都プレトリアが占領された。
ほとんどの英国民は2つの首都占領によって、ほどなく終戦に至るだろうと考えていた。しかし、ボーア軍は新たな拠点クルーンスタッド（Kroonstad）で会合し、英国の供給網および通信網を寸断するゲリラ戦を立案した。
この新たな方針による最初の戦果は、3月31日、クリスチャン・デ・ウェット (Christian De Wet) が指揮する1,500人のボーア軍がSanna's Post（ブルームフォンテーンの東23マイルにある給水設備）において、英国軍が厳重に警護するキャラバンを待ち伏せし、155人の犠牲者、428人の捕虜、7丁の銃、117台のワゴンを捕獲したものであった。
最後の“フォーマルな”戦いは、ロバーツ卿がプレトリア近郊でボーア軍野戦兵の残党を攻撃した6月11日から12日のダイアモンド・ヒル (Diamond Hill) の戦い(en)であった。ロバーツ卿がダイアモンド・ヒルからのボーア軍の排除に成功したにもかかわらず、ボーア軍の指揮官ボータはそれを敗北と見なさなかった。何故ならボーア軍の犠牲者が約50人であったのに対し、英国軍は162人の犠牲者を出したからである。
こうして、“フォーマルな”戦争は終わりを告げ、戦争は新たなステージに移ることとなった。

### 強制収容所

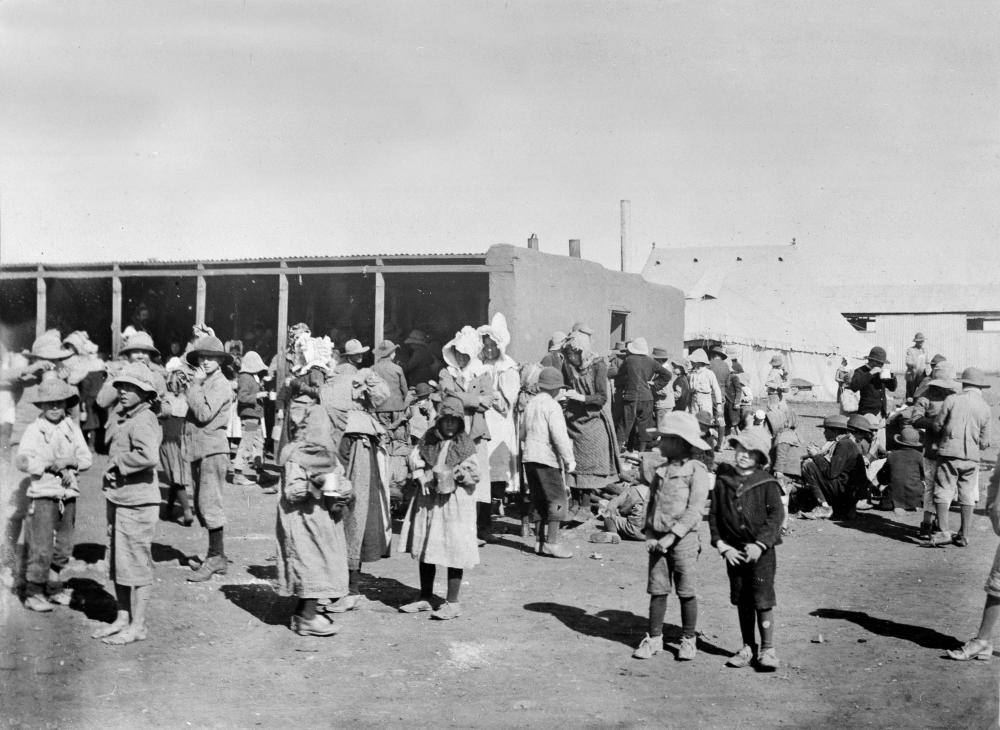
強制収容所に収容されたアフリカーナーの女性と子供

1900年6月ごろより、英軍司令官のホレイショ・キッチナーは、ボーア軍支配地域で強制収容所（矯正キャンプ）戦略を展開し始める。これによって12万人のボーア人、先住民黒人が強制収容所に入れられ、さらに焦土作戦を敢行。広大な農地と農家が焼き払われた。この収容所では2万人が死亡したとされる。

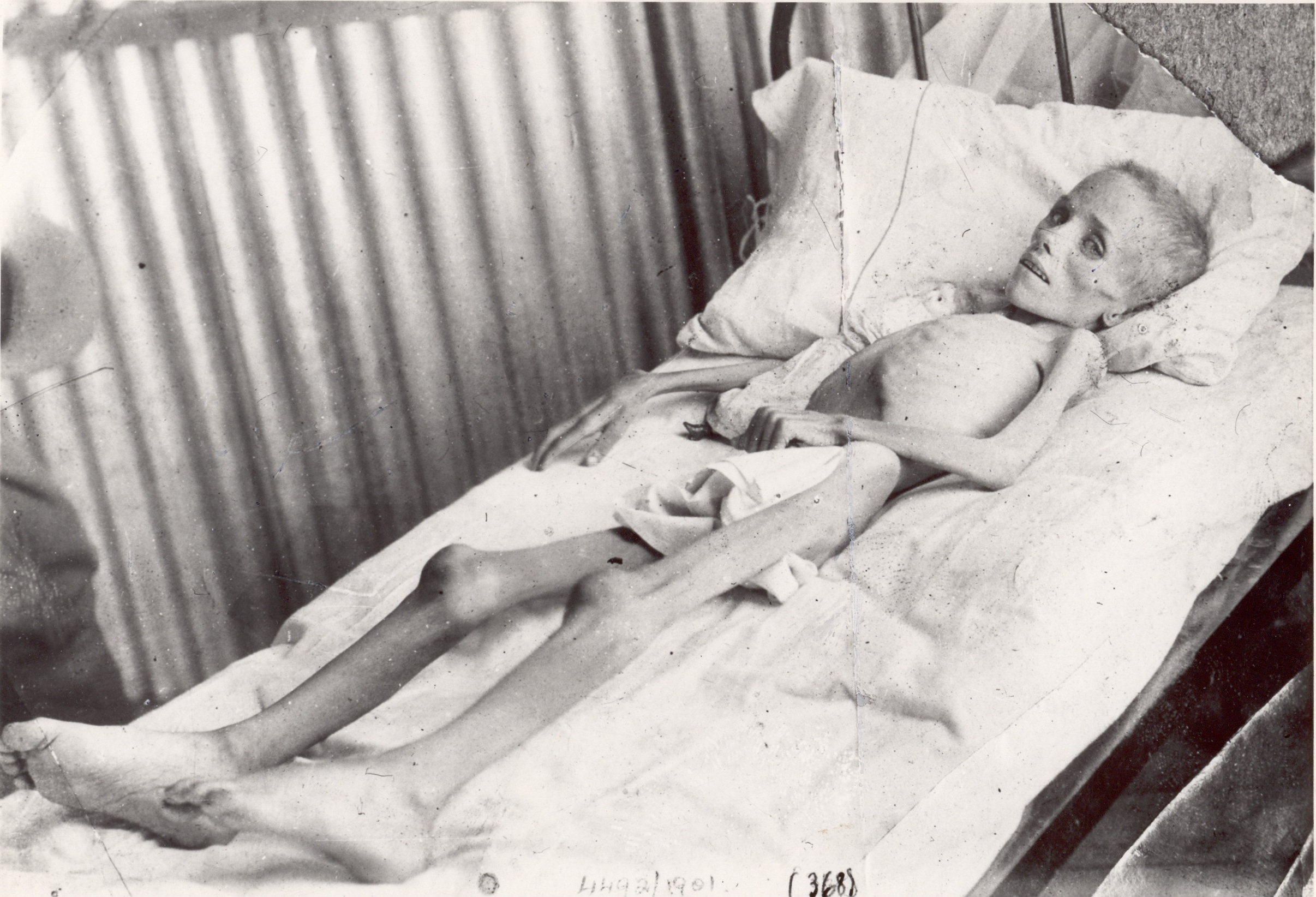
写真撮影後に死亡した強制収容所に収容されたアフリカーナーの少女
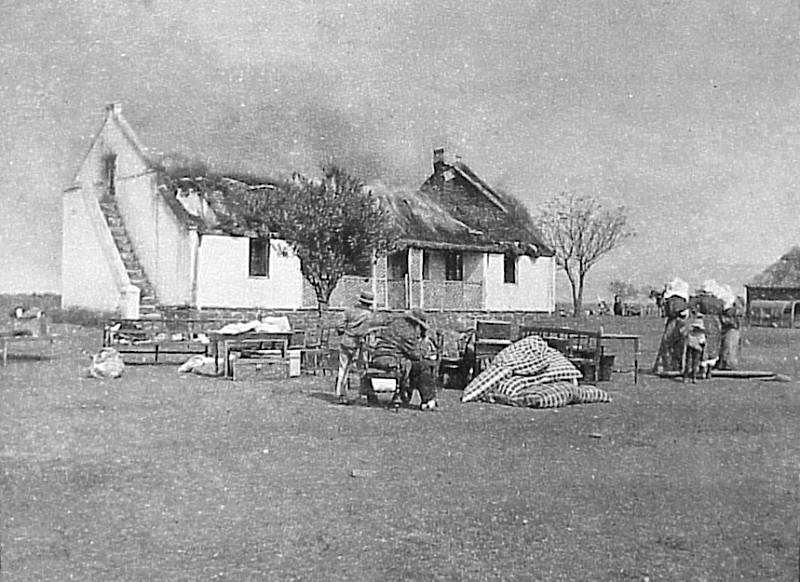
焼き払われたボーア人の家

### 第3フェーズ：ゲリラ戦（1900年9月から1902年5月）
英国は1900年9月までにトランスヴァール北部を除く両方の共和国を管理していた。しかし、彼らは分隊が物理的に存在する間を制御するのみであった。分隊が町または地区を去るとすぐに、その領域での英国の制御は消えて行った。25万人の英国軍兵士では2つの共和国が有する巨大な領域を効果的に制御するのは不可能であった。英国軍の分隊同士に巨大な距離があるため、ボーア軍の特別攻撃隊（コマンド部隊）はかなり自由に動き回ることができた。ボーア人指揮官も、ゲリラ戦のスタイルを採用することに決めた。
特別攻撃隊は、いつでも英国人に対し攻撃してよいとの命令を与えられており、各人の出身地区に派遣された。彼らの戦略は、敵に可能なかぎりの損害を与え、敵の増援が到着する前に移動するというものであった。西トランスヴァールのボーア軍特別攻撃隊は、1901年9月以後非常に活発に活動した。
いくつかの重要な戦いが1901年9月から1902年3月の間に起こった。
1901年9月30日、Moedwilで、そして10月24日、ドリエフォンテーン (Driefontein) で、デ・ラ・レイ将軍の軍は英軍を攻撃するが、強い抵抗に遭い、退却を余儀なくされた。
1902年2月には、次の大きな戦いが起こった。2月25日にデ・ラ・レイが、Wolmaranstadの近くのYsterspruitで英軍を襲撃したのである。デ・ラ・レイは敵の分隊を捕虜とし、彼の率いる部隊が相当の長期間にわたって活動できるだけの大量の弾薬を鹵獲することに成功した。
デ・ラ・レイのボーア軍は、メシュエン卿 (Lord Methuen) に率いられた英国軍をVryburgからKlerksdorpまで追跡した。1902年3月7日の朝、ボーア軍はTweeboschで移動しているメシュエンの後衛を攻撃した。これにより英軍は混乱に陥り、メシュエンは負傷しボーア軍の捕虜となった。Tweeboschの戦いは、デ・ラ・レイの勝利のうちの1つであったが、ボーア軍のこの勝利は、英軍のより強い反応を引き出すこととなってしまった。
1902年3月の後半には、英軍の大規模な増援が西トランスヴァールに送られた。英国軍が待ちに待った機会は1902年4月11日、Rooiwalで訪れた。ここでGensの軍と合流したのである。Grenfell、Kekewich、Von Donopは、ケンプ将軍の軍と接触した。英軍兵士は山の側に配置され、ボーア軍の騎馬攻撃を十分な距離を持って迎撃し、存分に打ち倒した。これは、ボーア戦争における最後の大きな戦闘であった。